# Lucas Gourna-Douath
Lucas Gourna-Douath (Villeneuve-Saint-Georges, 5 de agosto de 2003) es un futbolista francés que juega de centrocampista en la A. S. Roma de la Serie A.

## Trayectoria
Comenzó su carrera deportiva en 2019 en el A. S. Saint-Étienne II. El 12 de septiembre de 2020 hizo su debut profesional con el primer equipo del A. S. Saint-Étienne, en un partido de la Ligue 1 frente al R. C. Estrasburgo.
En dos temporadas jugó 62 partidos en la Ligue 1, y en julio de 2022 fue traspasado al Red Bull Salzburgo, equipo con el firmó por cinco años. Cumplidos la mitad de ellos, en febrero de 2025 fue cedido a la A. S. Roma.

## Selección nacional
Fue internacional sub-16, sub-17 y sub-19 con la selección de fútbol de Francia.

## Estadísticas

### Clubes
Actualizado al último partido disputado el 6 de noviembre de 2024.
‌
| Club                           | Div.          | Temporada     | Liga  | Liga  | Copas nacionales | Copas nacionales | Copas internacionales | Copas internacionales | Total | Total |
| Club                           | Div.          | Temporada     | Part. | Goles | Part.            | Goles            | Part.                 | Goles                 | Part. | Goles |
| ------------------------------ | ------------- | ------------- | ----- | ----- | ---------------- | ---------------- | --------------------- | --------------------- | ----- | ----- |
| A. S. Saint-Étienne II Francia | 4.ª           | 2019-20       | 6     | 0     | —                | —                | —                     | —                     | 6     | 0     |
| A. S. Saint-Étienne II Francia | Total club    | Total club    | 6     | 0     | 0                | 0                | 0                     | 0                     | 6     | 0     |
| A. S. Saint-Étienne Francia    | 1.ª           | 2020-21       | 30    | 0     | 0                | 0                | —                     | —                     | 30    | 0     |
| A. S. Saint-Étienne Francia    | 1.ª           | 2021-22       | 32    | 1     | 3                | 0                | —                     | —                     | 35    | 1     |
| A. S. Saint-Étienne Francia    | Total club    | Total club    | 62    | 1     | 3                | 0                | 0                     | 0                     | 65    | 1     |
| Red Bull Salzburgo · Austria   | 1.ª           | 2022-23       | 21    | 0     | 3                | 0                | 8                     | 0                     | 32    | 0     |
| Red Bull Salzburgo · Austria   | 1.ª           | 2023-24       | 28    | 0     | 2                | 1                | 5                     | 0                     | 35    | 1     |
| Red Bull Salzburgo · Austria   | 1.ª           | 2024-25       | 7     | 0     | 2                | 1                | 7                     | 0                     | 16    | 1     |
| Red Bull Salzburgo · Austria   | Total club    | Total club    | 56    | 0     | 7                | 2                | 20                    | 0                     | 83    | 2     |
| Total carrera                  | Total carrera | Total carrera | 124   | 1     | 10               | 2                | 20                    | 0                     | 154   | 3     |

## Palmarés

### Títulos nacionales
| Título     | Club               | País    | Año  |
| ---------- | ------------------ | ------- | ---- |
| Bundesliga | Red Bull Salzburgo | Austria | 2023 |